# Ciberataque de ransomware de Baltimore de 2019
El ciberataque de ransomware de Baltimore fue una serie de eventos ocurridos en mayo de 2019, en el cual la ciudad estadounidense de Baltimore, Maryland, tuvo sus servidores en gran medida comprometidos por una nueva variedad de ransomware llamada RobbinHood. Baltimore se convirtió en la segunda ciudad de EE. UU. en ser víctima de esta nueva variedad de ransomware después de Greenville, Carolina del Norte, y fue la segunda ciudad más importante del país con una población de más de 500,000 personas que fue pirateada por ransomware en dos años, después de que Atlanta fue atacada. año anterior

## Ataque
El 7 de mayo de 2019, la mayoría de los sistemas informáticos del gobierno de Baltimore se infectaron con una nueva y agresiva variante de ransomware llamada RobbinHood. Todos los servidores, con la excepción de los servicios esenciales, se desconectaron. En una nota de rescate, los piratas informáticos exigieron 13 bitcoins (aproximadamente $ 76,280) a cambio de claves para restaurar el acceso. La nota también indicaba que si las demandas no se cumplían en cuatro días, el precio aumentaría y en diez días la ciudad perdería permanentemente todos los datos.
El ataque tuvo un impacto negativo en el mercado inmobiliario ya que las transferencias de propiedades no pudieron completarse hasta que el sistema se restableció el 20 de mayo. Sin embargo, la restauración de todos los sistemas había tomado semanas según estimaciones.
Baltimore era susceptible a tal ataque debido a sus prácticas de TI, que incluían el control descentralizado de su presupuesto de tecnología y una falla en la asignación de dinero que su gerente de seguridad de la información quería financiar el seguro de ataque cibernético. El ataque se comparó con un ataque de ransomware anterior en Atlanta el año anterior, y fue el segundo uso importante del ransomware RobbinHood en una ciudad estadounidense en 2019, ya que Greenville, Carolina del Norte también se vio afectada en abril.